# بيه ديه سابل (كيبك)
بيه ديه سابل (بالإنجليزية: Baie-des-Sables, Quebec)‏ هي بلدية محلية في كيبيك تقع في كندا في Matane Regional County Municipality. يقدر عدد سكانها بـ 609 نسمة ومساحتها 64.80 كم2 .